# Медресе Абдушукурбай
Медресе Абдушукурбай (узб. Abdushukurboy madrasasi) — утраченное здание медресе в Бухаре (Узбекистан). Здание медресе было построено в 1892 году в центральной части города рядом с медресе Абдулазизхана.

## История
Медресе Абдушукурбай было построено в 1892 году на улице Азизон в центральной части города рядом с медресе Абдулазизхана. Медресе было построено на средства купца каракулем Абдушукурбай ибн Абдукобирбай, которые незадолго до этого переселился в Бухару из Каракульского района Бухарского эмирата. На его средства также был построен мост через реку Зеравшан.
По словам Абдурауфа Фитрата, годовое пожертвование медресе составляло двадцать пять тысяч таньга. Исследователь архитектуры Бухары Абдусаттор Джуманазаров, изучив несколько вакфных документов, собрал некоторые сведения о деятельности медресе Абдушукурбай. В вакфном документе говорится, что медресе было построено из кирпича и штукатурки в гузаре Азизон алейхи рахма к востоку от медресе Абдулазизхана. Медресе состояло из комнат для студентов, мечети и большого зала для занятий. Абдушукурбай подарил медресе, в качестве вакфного имущества, семь магазинами и 300 танобов (единица измерения земельных участков) сельскохозяйственной земли в кишлаке Тузотли Бухарского эмирата (ныне Каракульский район Бухарской области). Абдушукурбай стал главой медресе в должности мутаввали, а после его смерти эту обязанность должны исполнять его потомки.
Сохранилось несколько вакфных документов, которые касаются медресе Абдушукурбай. В одном документе сказано, что зарплата преподавателей медресе (мударрисов) составляла 25 таньга. Медресе Абдушукурбай состояло из 35 помещений и построено в среднеазиатском архитектурном стиле с использованием традиционных материалов.